# Article αβγ
L’article The Origin of Chemical Elements dit « αβγ » est un article scientifique écrit par Ralph Alpher et George Gamow en 1948,. C'est l'un des premiers à évoquer la nucléosynthèse primordiale, c’est-à-dire la formation des premiers noyaux atomiques à partir des neutrons et protons issus du Big Bang. L’utilisation des trois premières lettres de l’alphabet grec, reliées aux noms des trois auteurs (alpha pour Ralph Alpher, bêta pour Hans Bethe et gamma pour George Gamow) est due au caractère facétieux de George Gamow. Si le contenu de cet article était essentiellement l’œuvre de Ralph Alpher, alors étudiant en thèse de Gamow, le nom de Bethe avait par la suite été rajouté à l’initiative de George Gamow pour des raisons humoristiques, l’article étant de surcroît publié dans l’édition du 1er avril de la revue scientifique Physical Review.